# Naytahwaush
Naytahwaush est une census-designated place située dans le comté de Mahnomen, dans l’État du Minnesota, aux États-Unis. Sa population s’élevait à 578 habitants lors du recensement de 2010.